# Rhipidomys leucodactylus
El Rhipidomys leucodactylus, Rata trepadora de pies blancos o  Rata arbolícola cola de pincel , es una especie de roedor de Sud América. La misma habita en zonas de Bolivia, Brasil, Ecuador, Guayana francesa, Guyana, Perú, Surinam y Venezuela.